# Raphaël Varane
Raphaël Xavier Varane (* 25. dubna 1993 Lille) je bývalý francouzský fotbalista a reprezentant, který hrál jako střední obránce.
V 18 letech se mu podařilo skórovat proti týmu Rayo Vallecano, čím se stal nejmladším cizincem, který kdy skóroval ve španělské lize. Co se týče herního projevu tohoto fotbalisty, vyznačuje se na jeho věk velmi dobrou orientací v poli a již v devatenácti letech se zařadil mezi obránce světové třídy. Dne 25.9. 2024 ukončil profesionální kariéru kvůli zranění. Jeho posledním působištěm bylo Italské prvoligové Como.

## Klubová kariéra
Varane se narodil ve francouzském městě Lille. Když mu bylo sedm, začal jeho fotbalovou kariéru v městské části Lille, kde hrál pro zdejší tým AS Hellemmes.

### RC Lens
Po dvou letech strávených v tomto klubu se rozhodl v roce 2002 podepsat smlouvu s francouzským klubem RC Lens, i přes zájem většího rivalského klubu Lille OSC. Jelikož Raphaela považovali za velký objev, poslali ho do fotbalového centra v Lille (Centre de Préformation de Football) blízko Liévin. Dva roky strávil tím, že přes týden trénoval v tomto centru a přes víkendy hrál za Lens.
Po tomto období se opět věnoval jenom svému klubu a rychle pokořil některé klubové i světové rekordy.[zdroj?] V sezoně 2008/09 se spoluhráči Thorganem Hazardem a Geoffreym Kondogbiou hráli s týmem hráčů do 16 let, se kterým vyhráli Championnat National des 16 ans. V následující sezoně Varaneho povolali do týmu hráčů do 19 let navzdory tomu, že byl o dva roky mladší než jeho spoluhráči. V sezoně 2010/11 Raphael podepsal svou první profesionální smlouvu. Následně byl povoláván na lavičku pro několik zápasů hlavního A-mužstva. Odehrál svůj první zápas v prvním ligovém zápasu, kde vyhráli 2–0 nad klubem JA Drancy. Nastoupil v dalších devíti utkáních, ve kterých prohrál pouze jednou.

### Real Madrid
Ligový titul v sezóně 2013/14 sice nezískal (vyhrálo jej Atlético Madrid), ale stal se vítězem Ligy mistrů UEFA po finálové výhře 4:1 po prodloužení v derby právě nad Atléticem Madrid. Rovněž vyhrál s Realem Copa del Rey 2013/14 (španělský pohár).

#### Sezóna 2015/16
V průběhu června 2015 se španělský madridský deník Marca uvedl nadpisem „Varane připraven k dalšímu kroku“.
Podle deníku Marca měl být Varane po čtyřech letech v Madridu připraven na roli v základní sestavě. Nový trenér Realu Rafael Benítez jej vměstnal do základní sestavy v devíti z úvodních deseti utkání La Ligy i v prvních čtyřech utkáních skupiny Ligy mistrů.
Za 14 zmíněných utkání obdržel Bílý balet „pouze“ čtyři góly.
Zranění jeho spoluhráčů znemožnilo trenérovi utvořit stabilní obrannou dvojici, takže Varane si zahrál vedle Sergia Ramose, Pepeho i Nacha.
Za 180 minut ve dvou utkáních proti Paris Saint-Germain v Lize mistrů Real Madrid neinkasoval, neboť Varane pomohl obraně hlídat hvězdy soupeře Zlatana Ibrahimoviće i Edinsona Cavaniho.
V derby na hřišti Atlétika na začátku října ale dopustil srovnávací gól Luciana Vietta.
V domácím prostředí proti Barceloně 21. listopadu 2015 nestačil Real na soupeře a prohrál 0:4. Varane náležel k lepším hráčům svého mužstva a dokázal bránit Luise Suáreze.
Varane si přivodil svalové zranění v utkání proti Šachtaru Doněck v pátém skupinovém kole Ligy mistrů.

#### Sezóna 2016/17
Varane zahájil sezónu 2016/17 ziskem Superpoháru UEFA v Norsku 9. srpna 2016. Proti Seville Real Madrid zvítězil 3:2 až v prodloužení. Varane podal standardní výkon.
Jeho konkurencí na post stopera po boku Sergia Ramose byl nadále portugalský obránce Pepe.
Na začátku prosince zavítalo madridské mužstvo do Katalánska, aby čelilo Barceloně, z čehož vzešla remíza 1:1. Ačkoli Varane zavinil přímý kop, ze kterého vstřelil soupeř gól, podal dobrý výkon a uhlídal uruguayského útočníka Luise Suáreze.
O tom, zdali získá mistrovský titul Barcelona nebo Real mělo rozhodnout až poslední 38. kolo La Ligy. Barcelona potřebovala vyhrát a zároveň potřebovala klopýtnutí Realu, který čelil Málaze. Varane nastoupil v základní jedenáctce a asistoval gólu na 2:0, když po Ramosově střele vyražené Kamenim dostal balón k Benzemovi, který dal závěrečný gól zápasu. Real Madrid získal titul prvně od roku 2012.

#### Sezóna 2017/18

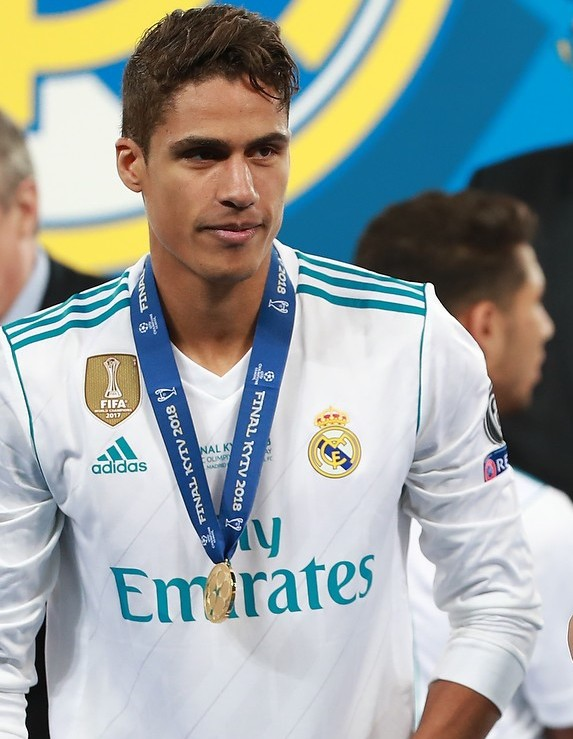
Varane po finále Ligy mistrů proti Liverpoolu v květnu 2018

Varane odehrál celé utkání o Superpohár UEFA 8. srpna 2017 proti Manchesteru United, které skončilo výhrou týmu z Madridu 2:1. Real Madrid získal tuto trofej podruhé za sebou. Varane podal slušný výkon a poradil si se silným útočníkem soupeře jménem Romelu Lukaku, o něco těžší práci pak měl proti oproti Lukakuovi rychlejšímu Henrichu Mchitarjanovi.
Na konci září se s klubem dohodl na podepsání nové smlouvy platné do roku 2022.
Varane odehrál plných 90 minut proti Barceloně v El Clásicu na domácí půdě, domácí ale na soupeře nestačili a prohráli 0:3. Podle Sportskeeda.com podal z obránců nejlepší výkon, přesto z celkového hlediska průměrný.
Po dobrém prvním poločase odehrál horší druhou půli.
Počet jím odehraných utkání se kvůli zraněním v této sezóně snížil.

#### Sezóna 2018/19
V prvním utkání sezóny 15. srpna 2018 pod novým trenérem Julenem Lopeteguim nastoupil do Superpoháru proti Atlétiku Madrid, ve kterém ale Real Madrid na městského rivala nestačil a prohrál 2:4 v prodloužení.
Při utkání na Camp Nou proti Barceloně 28. října (10. kolo) se zranil a v poločase musel střídat, přičemž jeho nový (dočasný) trenér Santiago Solari s týmem nakonec prohrál 1:5. Varane podle předpokladů chyběl měsíc.
V průběhu prosince se účastnil pro Real Madrid třetího Mistrovství světa klubů FIFA v řadě, ve kterém Varane se spoluhráči triumfoval po výhře nad Kašimou Antlers 3:1 (semifinále) a výhře nad Al Ajnem 4:1 (finále).
Na půdě Villarrealu 3. ledna 2019 pomohl k remíze 2:2 svým prvním gólem v sezóně.
Kvůli nemoci zmeškal první zápas osmifinále Ligy mistrů proti Ajaxu v polovině února.
Real Madrid i s Varanem v sestavě vstupoval do domácí odvety s náskokem v podobě výhry venku 2:1, ale v odvetě hrané 5. března selhal a po domácí porážce 1:4 byl vyřazen. Varane patřil mezi horší hráče madridského mužstva, přičemž barcelonský sportovní deník Mundo Deportivo jeho bránění označil jako „bezzubé“.
Venku proti Realu Valladolid 10. března 2019 (27. kolo) vstřelil vyrovnávací gól při výhře 4:1.
Po únorovém vyřazení v semifinále Španělského poháru Barcelonou (1:1, 0:3), v němž si dal Varane vlastní gól, se Real nedočkal ani ligové trofeje.
Na konci dubna jej získala Barcelona, poté co dva dny předtím Real Madrid remizoval 0:0 na půdě Getafe. To už vedl mužstvo znovu Zinédine Zidane.

#### Sezóna 2019/20
Proti Espanyolu 7. prosince v lize otevřel skóre zápasu přesnou střelou po přihrávce Karima Benzemy, který sám přidal druhý gól na 2:0 jako pojistku.
Další gól si připsal v lednu proti méně slavnému rivalovi Getafe a pomohl vyhrát 3:0.
V tomto střetu se obešel bez svého tradičního partnera, suspendovaného Sergia Ramose.
Dne 19. ledna 2020 si Varane zahrál ve svém 300. utkání za Real Madrid proti Seville, které dopadlo vítězně 2:1.
Po boku kapitána Ramose čelil 1. března první Barceloně, kterou Real Madrid „přivítal“ na domácím stadionu Santiago Bernabéu. Domácím se podařilo zvítězit 2:0 a vystřídat svého katalánského soupeře na čele tabulky.
Varane zachránil situaci po střele Martina Braithwaiteho, když odkopl do branky směřující balón. Dobrou poziční hrou zamezoval útočným akcím katalánského týmu.
Po jarní nucené pauze kvůli pandemii covidu-19 se La Liga dohrála, přičemž Varane sám přispěl k zisku mistrovského titulu. Nezvládl však osmifinálové dvojutkání s Manchesterem City, ve kterém si neporadil se soupeřovým útočníkem Gabrielem Jesusem, který sehrál zásadní roli ve vyřazení Realu Madrid v Lize mistrů UEFA po dvou porážkách 1:2.

#### Sezóna 2020/21
Ve stoperské dvojici s Ramosem čelil Varane 24. října 2020 (7. kolo La Ligy) Barceloně venku. Podle Sportskeeda.com podal přesvědčivý výkon (známka 7,5 z 10) a pomohl vyhrát 3:1.
V pátém skupinovém utkání Ligy mistrů na hřišti Šachtaru Doněck obdržel po 15 minutách žlutou kartu a později neuhlídal soupeře, čímž zavinil první ze dvou gólů ukrajinského týmu, který porazil Real Madrid 2:0.
Na hřišti poslední Huescy 6. února 2021 (22. kolo) předvedl velmi dobrý výkon směrem dopředu i dozadu, navíc dvěma góly rozhodl o výhře Realu 2:1. Šlo o jeho první góly v sezóně, poprvé v kariéře zaznamenal dva góly v jednom utkání.

### Manchester United
Přestup z Realu Madrid do Manchesteru United se stal hotovou věcí 27. července 2021. Anglický velkoklub za jeho služby tomu španělskému vyplatil částku v přepočtu 41 milionů liber včetně bonusů. Varane podepsal smlouvu na čtyři roky. Číslo 19 si na svém dresu směl ponechat.

## Reprezentační kariéra

### Mládežnické reprezentace
Varane hrál za francouzské mládežnické výběry v kategoriích do 18 a 21 let. Zúčastnil se kvalifikace na Mistrovství Evropy hráčů do 21 let 2013 konaného v Izraeli, kde Francie obsadila s 21 body první místo v konečné tabulce skupiny 9. Varane skóroval 14. listopadu 2011 proti Slovensku (výhra 2:0) a 7. září 2012 proti témuž soupeři (prohra Francie 1:2). Francie se na závěrečný šampionát neprobojovala přes baráž, v níž vypadla po výsledcích 1:0 doma a 3:5 venku s Norskem. Varane zařídil vítězství 1:0 v prvním domácím utkání 12. října 2012.

### A-mužstvo
Od roku 2013 obléká dres francouzského národního A-mužstva. Debutoval 22. března 2013 v domácím kvalifikačním utkání proti Gruzii. Odehrál kompletní střetnutí, které skončilo vítězstvím Francie 3:1. 26. března čelil se spoluhráči na Stade de France Španělsku, soupeř si odvezl výhru 1:0 a vrátil se na čelo kvalifikační skupiny I.
Trenér Didier Deschamps jej nominoval na Mistrovství světa 2014 v Brazílii. Francouzi byli vyřazeni na šampionátu ve čtvrtfinále Německem po porážce 0:1.

## Herní styl
30. ledna 2013, asistent trenéra v klubu Real Madrid Aitor Karanka mluvil o Varanem po náročném zápasu proti Barceloně (známý jako El Clásico), kde Raphael vstřelil nádherný gól hlavou. Aitor Karanka řekl: "Je jasné,že Varane nosí na ramenech výbornou hlavu a doufám, že se bude zlepšovat." Následující den byl Raphael španělskými médii charakterizovaný jako "Real Madrid's Lion" (= Lev Realu Madrid).
Bývalý francouzský obránce Frank Leboeuf věří, že Raphael má potenciál být větší legendou Realu Madrid než byl Fernando Hierro, řekl reportérům: "Mnoho z vás ho přirovnává k Hierrovi kvůli jeho technice, ale když si to tak vezmete, Raphael je silnější a ještě mnohem rychlejší."

## Úspěchy
Klubové
Real Madrid
- 3× vítěz Primera División – 2011/12, 2016/17, 2019/20
- 1× vítěz Copa del Rey (španělský domácí pohár) – 2013/14
- 3× vítěz Supercopa de España (španělský superpohár) – 2012, 2017, 2019/20
- 4× vítěz Ligy mistrů UEFA – 2013/14, 2015/16, 2016/17, 2017/18
- 3× vítěz Superpoháru UEFA – 2014, 2016, 2017
- 4× vítěz Mistrovství světa klubů FIFA – 2014, 2016, 2017, 2018

Reprezentační
Francouzská reprezentace
- 1× vítěz Mistrovství světa – 2018

Individuální
- Tým roku podle UEFA – 2018[57]
- Světová jedenáctka FIFA FIFPro – 2018[58]